# Ellipes californicus
Ellipes californicus is een rechtvleugelig insect uit de familie Tridactylidae. De wetenschappelijke naam van deze soort is voor het eerst geldig gepubliceerd in 1985 door Günther.